# Atherigona basitarsalis
Atherigona basitarsalis este o specie de muște din genul Atherigona, familia Muscidae, descrisă de Deeming în anul 1987.
Este endemică în Seychelles. Conform Catalogue of Life specia Atherigona basitarsalis nu are subspecii cunoscute.